# Salix tengchongensis
Salix tengchongensis — вид квіткових рослин із родини вербових (Salicaceae).

## Морфологічна характеристика
Це кущ. Гілочки зелені або злегка червоні, голі; 1-річні гілочки злегка коричнево-зелені. Листки на червоних голих ніжках 6–10 мм; листкова пластинка ланцетоподібна або зворотно-ланцетоподібна, 4.5–6 × 1–1.3 см, гола, абаксіально бліда, адаксіально темно-зелена з жовтою середньою жилкою, розріджено-пилчастий, з 3 чи 4 зубцями на см, верхівка гостра. Чоловіча сережка 5–6 × ≈ 1.2 см. Жіноча квітка: зав'язь яйцеподібна, гола. Коробочка 3.5–4 мм.

## Середовище проживання
Китай [пн.-зх. Юньнань]. Населяє береги річок; на висотах ≈ 1700 метрів.